# Opuntia scheeri
El nopal viejo (Opuntia scheeri) es una planta perteneciente a la familia de los cactos (Cactaceae). 

## Clasificación y descripción
Planta arbórea, de ca. 2 m de altura. Tronco definido. Cladodios de color verde amarillento grisáceos, obovados, de 18-30 cm de largo y 11-19 cm de ancho. Epidermis glabra. Aréolas dispuestas en ca. 17 series, distantes hasta 1 cm entre sí, algo elevadas, con fieltro grisáceo. Glóquidas de color marrón amarillento, dispuestas en la parte superior de la aréola. Espinas amarillas, 10-13, aciculares, divergentes, desiguales, hasta de 1 cm de largo, rodeadas por numerosos pelos largos, ondulados, dispuestos en la parte inferior de la aréola. Flores amarillas pasando a color salmón con el tiempo, hasta de 10 cm de largo; filamentos color rosa; estilo rosa, lóbulos del estigma 10, verdes. Frutos rojos, globosos, truncados en el ápice, jugoso. Semillas discoides, de ca. 4 mm de diámetro, con arilo lateralmente ancho e irregular, el lateral ancho, ocupan 2/3 de su diámetro total; funículos jugoso.

### Características distintivas para la identificación de esta especie
Planta arbórea, 2 m. Tronco definido. Cladodios verde-amarillento-grisáceos, obovados. Epidermis glabra. Aréolas en 17 series, elevadas, fieltro grisáceo. Glóquidas marrón amarillento. Espinas amarillas, 10-13, aciculares, divergentes, desiguales, rodeadas por numerosos pelos largos. Flores amarillas pasando a color salmón al segundo día. Frutos rojos, globosos.

## Distribución
Esta especie se encuentra ubicada en los estados de Guanajuato, Querétaro e Hidalgo, México. Especie microendémica o de distribución restringida, aparentemente extinta.

## Ambiente
Altitud 1800-2000. Tipo de vegetación,  matorral xerófilo crassicaule y microfilo.

## Estado de conservación
Especie no considerada bajo ninguna categoría de protección de la NOM- 059- ECOL-SEMARNAT- 2010.